# 사랑의 용기
《사랑의 용기》(영어: Shining Through)는 미국에서 제작된 데이비드 셀처 감독의 1992년 제2차 세계 대전 드라마 영화이다. 마이클 더글러스, 멜러니 그리피스, 리엄 니슨, 조엘리 리처드슨, 존 길구드 등이 출연하였고, 캐럴 바움 등이 제작에 참여하였다. 1992년 1월 31일 미국에서 개봉하였다.

## 출연
- 마이클 더글러스 - 에드 릴런드 역
- 멜러니 그리피스 - 린다 보스 역
- 리엄 니슨 - 프란체오토 디트리히 역
- 조엘리 리처드슨 - 마르그레테 폰에버슈타인 역
- 존 길구드 - 콘라트 프리드리히스 "선플라워" 역

## 기타 제작진
- 미술: 앤서니 프랫
- 의상: 마릿 앨런

## 우리말 녹음
SBS 성우진 (1995년 4월 28일)
- 박일 - 릴런드(마이클 더글러스)
- 송도영 - 린다(멜러니 그리피스)
- 한규희 - 디트리히(리엄 니슨)
- 강희선 - 마르그레테(조엘리 리처드슨)
- 최흘 - 해바라기(존 길구드)
- 이광자
- 정기항
- 기경옥
- 강미형
- 강구한
- 김태웅
- 박홍식
- 황재경
- 김승준
- 서광재